# Missak Manouchian
Missak Manouchian (in armeno: Միսաք Մանուշեան; Adıyaman, 1º settembre 1906 – Fortezza di Mont-Valérien, 21 febbraio 1944) è stato un partigiano armeno, membro di punta della Francs-Tireurs et Partisans de la Main d'Œuvre Immigrée, una formazione partigiana (composta da operai e lavoranti stagionali stranieri) della resistenza francese durante la seconda guerra mondiale.

## La gioventù
Nacque ad Adıyaman, nell'odierna Turchia, il 1º settembre 1906 da una famiglia armena. Il padre fu ucciso durante il genocidio armeno e sua madre morì di stenti e per malattia poco dopo, durante le marce della morte. Con il fratello fu quindi ospitato alla fine della prima guerra mondiale in un orfanotrofio della Siria sotto mandato francese. Nel 1925 emigrò in Francia, stabilendosi inizialmente a Marsiglia ed in seguito a Parigi, dove s'impiegò come operaio nella fabbrica della Citroën. Insieme a molti connazionali, Manouchian iniziò a lavorare per una rivista letteraria di sinistra ed espressione della cultura armena in Francia. Dopo aver lavorato in falegnameria, Manouchian si iscrisse alla Confédération générale du travail (CGT). Nel 1934 aderì al Partito Comunista Francese e, nel 1935, venne eletto segretario del Comitato di Soccorso per l'Armenia (HOC). Divenne quindi militante "permanente". Nel 1939, quando il Partito Comunista venne messo fuori legge, passò in clandestinità.

## Durante la guerra
In quanto straniero, Manouchian fu evacuato da Parigi durante la "finta guerra" e lavorò nell'area di Rouen come tornitore. In seguito all'occupazione nazista nel giugno 1940, tornò e riprese la sua militanza. Venne arrestato in seguito a un raid nel giugno 1941 e detenuto a Compiègne per alcune settimane (nessuna accusa fu sollevata contro di lui).
Diventò poi responsabile politico della sezione armena clandestina della MOI, di cui si conosce l'attività fin dal 1943. Nel febbraio 1943, Manouchian entrò nel FTP-MOI, di Parigi: si trattava di gruppi armati costituiti nell'aprile 1942 sotto il comando dell'ebreo bessarabo Boris Holban. Il primo distaccamento a cui venne inviato comprendeva essenzialmente degli ebrei romeni e ungheresi e qualche armeno. Il 17 marzo partecipò alla sua prima azione armata, a Levallois-Perret, ma la sua indisciplina gli valse una nota di biasimo e l'allontanamento.

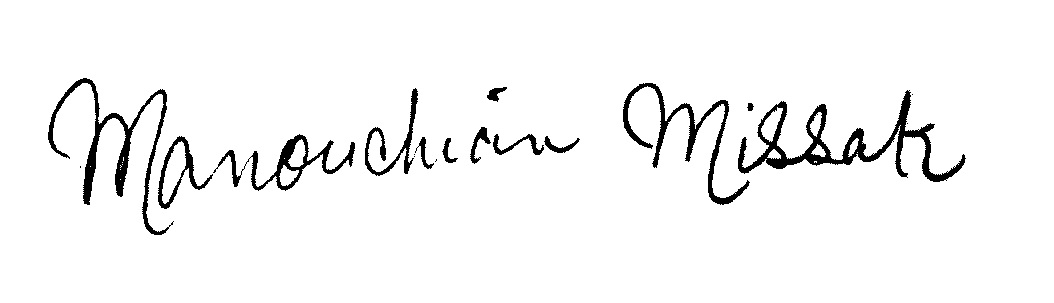

Nel luglio 1943 diventò commissario tecnico dei FTP-MOI parigini e nell'agosto fu nominato commissario militare, sostituendo Boris Holban che era stato esautorato dalle sue funzioni per ragioni disciplinari. Joseph Epstein, responsabile di un altro gruppo del FTP-MOI, era divenuto il responsabile dell'insieme dei FTPF della regione parigina. Era dunque il superiore gerarchico di Manouchian che, a sua volta, aveva ai suoi ordini tre distaccamenti, per un totale di una cinquantina di militanti. A suo attivo va messa l'esecuzione (da parte di Marcel Rayman, Léo Kneler e Celestino Alfonso), il 28 settembre 1943, del generale Julius Ritter, assistente francese di Fritz Sauckel, responsabile della mobilitazione della manodopera (Service du Travail Obligatoire, STO) nell'Europa occupata dai nazisti. I gruppi di Manouchian compirono circa trenta operazioni in tutta Parigi dall'agosto alla metà novembre 1943.
La Brigade spéciale n° 2 dei Renseignements généraux aveva compiuto due retate in marzo e nel luglio del 1943. Da allora le fu possibile portare a termine una serie di azioni che portarono allo smantellamento completo dei FTP-MOI parigini alla metà di novembre con 68 arresti, tra cui quelli di Manouchian e Joseph Epstein. Nel mattino del 16 novembre 1943 Manouchian fu arrestato alla stazione di Évry Petit-Bourg. La sua compagna Mélinée riuscì a scappare. Missak Manouchian, torturato, e ventidue suoi compagni furono fucilati dalla Geheime Feld Polizei (GFP), che sfruttò la situazione a scopo di propaganda. Olga Bancic fu invece decapitata a Stoccarda il 10 maggio 1944. I resti di Missak Manouchian riposavano nel cimitero parigino d'Ivry.
Il 21 febbraio 2024, le salme di Missak Manouchian e sua moglie Mélinée sono state tumulate nel Pantheon francese, a ottant'anni dalla sua esecuzione.

## Eredità
Louis Aragon ha esaltato Manouchian e altri combattenti nella coscienza pubblica francese attraverso il poema L'affiche rouge, più tardi cantato da Léo Ferré.
Nel 1985 la vedova Mélinée Manouchian (che era riuscita a evitare la cattura da parte nazista) ha lanciato un dibattito pubblico, affermando che i compagni delle vittime non fecero nulla per evitare la loro cattura ed esecuzione.
Nel 2009 il regista marsigliese Robert Guédiguian ha realizzato il film L'Armée du crime, basato sulle vicissitudini di Manouchian e dei suoi compagni.
Nel 2016 l'album della Banda popolare dell'Emilia rossa "Viva la lotta partigiana" si è chiuso con la traccia n°11 "Lettera d'addio di Missak Manouchian".